# Doelrationaliteit
Doelrationaliteit of doelrationeel handelen is welbewust, doelgericht gedrag als gevolg van verwachtingen of gedrag van andere objecten en mensen, een afweging van doelen en middelen. De ideevorming en het handelen vindt plaats op basis van feiten met kennis van oorzaak en gevolg en de te verwachten baten zijn groter dan de verwachte kosten. Bij het handelen is sprake van een calculerende houding, wordt vooruitgedacht en wordt een afweging gemaakt van de verhouding tussen de benodigde middelen en het doel. Werkwijzen worden hierbij gesystematiseerd, terwijl de homo oeconomicus emotioneel neutraal is.
Doelrationaliteit (Zweckrationalität) is een van de ideaaltypes van socioloog Max Weber voor sociaal handelen. De andere drie zijn: waarderationeel, affectief en traditioneel handelen. In werkelijkheid zal het ideaaltype nooit in deze zuivere vorm voorkomen, maar ideaaltypes combineren. Weber zag in de eerdere gemeenschap (Gemeinschaft) nog een belangrijke rol voor deze drie motivaties tot sociaal handelen, maar stelde dat er in de moderne maatschappij (Gesellschaft) een beweging richting doelrationaliteit was. Dit zou de onttovering van de wereld tot gevolg hebben; aan rationele verklaringen wordt een hogere waarde toegekend dan aan verklaringen op andere gronden, zoals religie en bijgeloof.